# Anoiapithecus brevirostris
Anoiapithecus brevirostris es una especie extinta de primate homínido, la única especie del género Anoiapithecus, un género extinto de simios que se cree estar estrechamente relacionados con Dryopithecus. Ambos géneros vivieron durante el Mioceno, aproximadamente hace 12 millones de años. Los especímenes fósiles nombrados por Salvador Moyà-Solà de Anoiapithecus brevirostris se encontraron en yacimientos de España. El nombre procede del Río Noya (en catalán Anoia), donde se encontró el fósil. Se le dio el apodo de Lluc (el que ilumina).

## Descubrimiento
El 3 de noviembre de 2005 el equipo investigador que publicó en 2004 el estudio sobre los restos del Pierolapithecus catalaunicus, conocido como Pau, dirigido por Salvador Moyà Solà, dio a conocer el hallazgo de un nuevo antropomorfo en Hostalets de Pierola (Barcelona). La aparición de nuevos yacimientos y restos de simios han llevado a la constitución del proyecto SOMHI (Searching for the Origins of Modern Hominoides Initiative, es decir, la Iniciativa para la Búsqueda de los Orígenes de los Homínidos Modernos), un equipo para la investigación más amplia en el triángulo formado entre las localidades de Masquefa, Esparraguera y Piera (Barcelona), constituido por investigadores del Institut Miquel Crusafont, el departamento de Estratigrafía de la Universidad de Barcelona, el departamento de Antropología de la Universidad Autónoma de Barcelona y la empresa especializada Paleotheria, SCP. En esta zona existen sedimentos de más de 500 metros de grueso que cubren desde el Mioceno Medio hasta el Mioceno Superior. Es decir, se podrá reconstruir la historia de las especies que vivieron hace entre 8 y 14 millones de años, un período clave en la evolución de los antepasados de todos los simios actuales, desde orangutanes, gorilas y chimpancés hasta la especie humana.
En cuanto a los nuevos hallazgos, se encuentran en fase de estudio y no se darán a conocer hasta que no se publique el trabajo en revistas científicas. Aun así han desvelado que el fósil más espectacular es la cara de un antropomorfo de la familia de los homínidos con características más evolucionadas (lleva a pensar en una "cara plana") que las de Pau, a pesar de ser de una época muy similar, hace 13 millones de años. Así como que se ha recuperado una mandíbula o el fémur de un antropomorfo que debió tener unos 50-60 kg de peso corporal.
El hallazgo se ha publicado en junio de 2009; la especie ha sido denominada Anoiapithecus brevirostris y apodado Lluc (el que ilumina).
Las características anatómicas modernas que caracterizaron a la familia Hominidae visibles en el fósil de Lluc entre otras, son: patrón facial único para que los homínidos, gran apertura en la base nasal, alto hueso de la mejilla en el fondo del paladar.